# Heteromallus spinifer
Heteromallus spinifer är en insektsart som först beskrevs av Blanchard 1851.  Heteromallus spinifer ingår i släktet Heteromallus och familjen grottvårtbitare. Inga underarter finns listade i Catalogue of Life.